# Combate de Iacaré
O combate de Iacaré (também conhecido como Combate do Jacaré) foi um confronto militar entre forças brasileira e paraguaia ocorrido em 26 de agosto de 1868, durante a Guerra do Paraguai. Neste dia, um esquadrão brasileiro, sob comando do coronel João Niederauer Sobrinho, desbaratou uma coluna paraguaia de 400 cavalarianos que estavam no passo do arroio Iacaré, Paraguai.
Ao mesmo tempo em que decorria o combate, Solano López assassinava vários paraguaios e estrangeiros no acampamento de San Fernando. Ao saber da derrota em Iacaré, López saiu do acampamento e se dirigiu para a região do Piquissiri. Em San Fernando, deixou a defesa a cargo do coronel Montiel com 400 homens e três peças de artilharia, ao comando do major Rojas.